# Eletroestimulação erótica

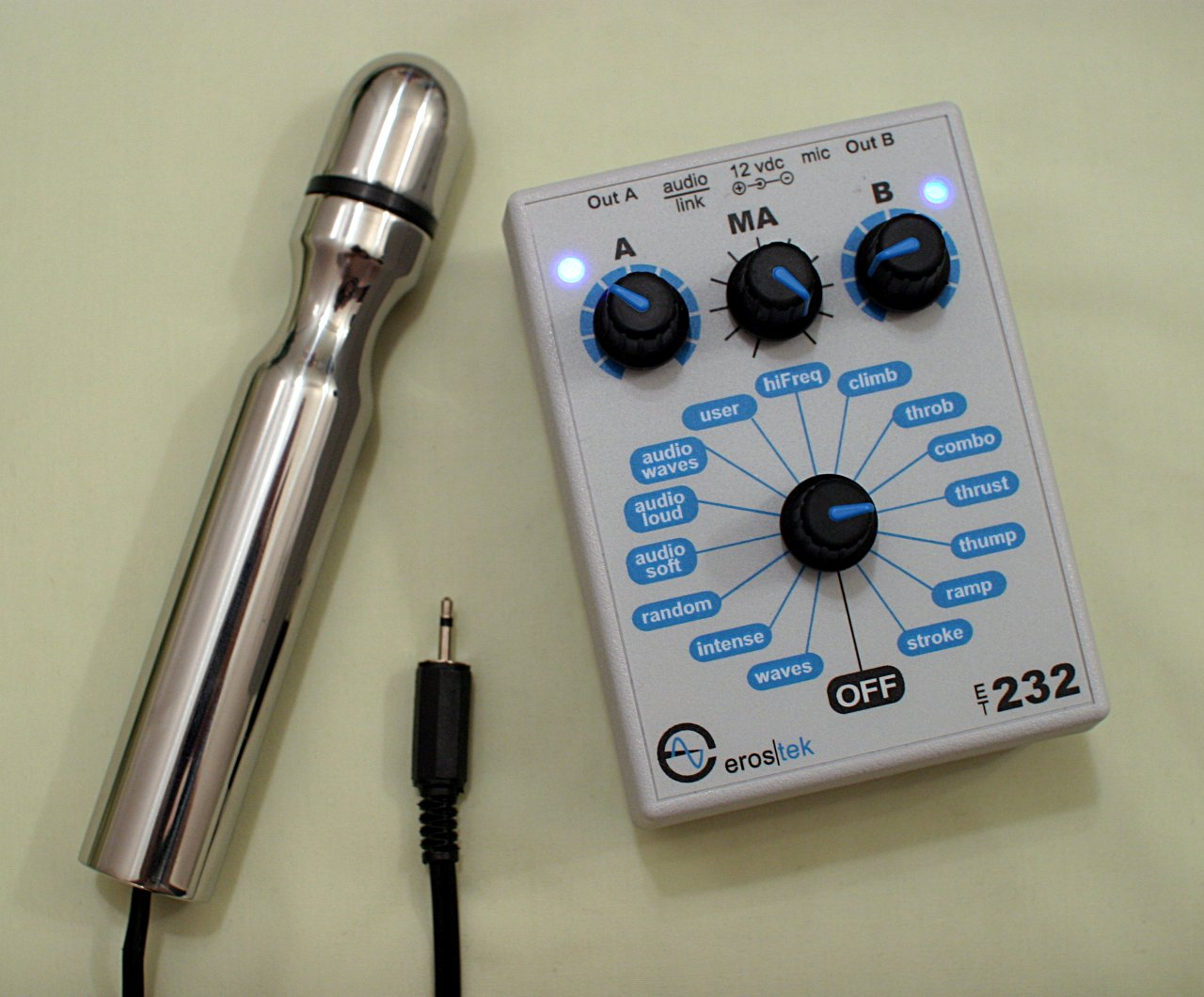
Equipamento de eletroestimulação.

Eletroestimulação erótica, também conhecida como erotic e-stim, e-stim play e electrosex, é uma prática sexual envolvendo a aplicação de impulsos elétricos no corpo para fins de estimulação sexual.  A corrente elétrica é geralmente aplicada com equipamentos de eletrochoque como TENS, EMS ou violet wand (em português: varinha violeta). Nessa prática, esses impulsos elétricos geralmente são executados na região genital do praticante, embora outras áreas do corpo também possam estar sujeitas a eletroestimulação erótica.
A eletroestimulação, de modo geral, pode causar danos ou até mesmo a morte se for utilizada de maneira incorreta. Mesmo em correntes e voltagens relativamente baixas, há o risco de haver arritmia cardíaca, por esse motivo, não é aconselhável para usuários de marcapasso ou pessoas com doenças cardíacas. Especialistas aconselham que a eletroestimulação jamais seja aplicada sobre ou atrás da cabeça, próximo ou sobre os olhos, cobrindo a boca, na frente do pescoço, na região do peito ou na parte superior das costas.